# Palaš
Palaš är ett berg i Tjeckien.   Det ligger i regionen Olomouc, i den östra delen av landet, 180 km öster om huvudstaden Prag. Toppen på Palaš är 1 027 meter över havet.
Terrängen runt Palaš är huvudsakligen kuperad.Runt Palaš är det ganska glesbefolkat, med 23 invånare per kvadratkilometer. Närmaste större samhälle är Jeseník, 15,3 km öster om Palaš. I omgivningarna runt Palaš växer i huvudsak blandskog.